# Archichlora majuscula
Archichlora majuscula är en fjärilsart som beskrevs av Claude Herbulot 1960. Archichlora majuscula ingår i släktet Archichlora och familjen mätare. Inga underarter finns listade i Catalogue of Life.